# Karl Schwedhelm (Musiker)

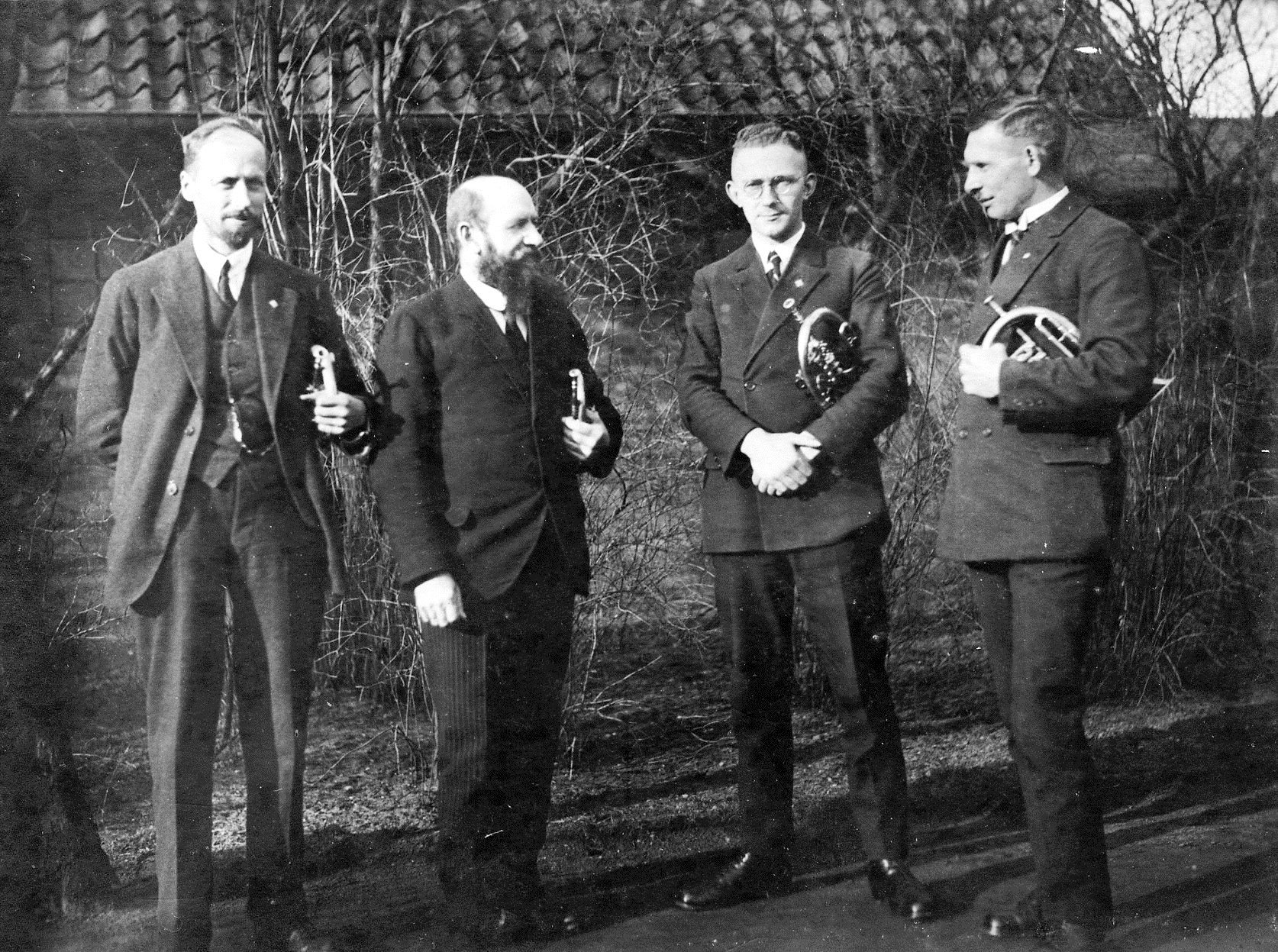
Posaunenfreizeit in Hannover, re. Schwedhelm (1930)

Karl Schwedhelm (* 4. November 1891 in Hannover; † 6. Oktober 1981 ebenda) war ein deutscher Diakon, Organist und Posaunist. Mit seiner Tätigkeit stand er in Gegnerschaft zum Nationalsozialismus.

## Leben
Schwedhelms Eltern waren der katholische Arbeiter Karl Schwedhelm und seine reformierte Ehefrau Anna geb. Rüst. Er hatte noch vier Geschwister und war der älteste Sohn. Getauft wurde er am 15. November 1891 in der St.-Marien-Kirche (Hainholz). Von Ostern 1898 bis Ostern 1906 besuchte er die Evangelische Bürgerschule in Hannover. Konfirmiert wurde er am 8. April 1906 in der Reformierten Kirche (Hannover). Drei Jahre arbeitete er als Kutscher im Fuhrbetrieb eines Onkels. Durch den Besuch des Jünglingsvereins kam er in Kontakt mit Diakonen des Stephansstifts. Um selbst Diakon zu werden, trat er am 4. Oktober 1909 in dieses Stift ein.

### Soldat
Nach vier Jahren wurde er im Oktober 1913 als Ersatzrekrut zum Infanterie-Regiment „von Manstein“ (Schleswigsches) Nr. 84 einberufen. Als Musketier zog er im August 1914 ins Feld. Keine vier Wochen später zog er sich bei Esternay einen Mittelfußbruch zu. Er galt als vermisst, war aber drei Jahre auf Korsika in französischer Kriegsgefangenschaft. Verwendet auf der Krankenstation, im Kurierdienst und im Straßenbau, zog er sich eine Malaria zu. Von September 1917 bis Juli 1918 war er durch das Internationale Rote Kreuz in die Schweiz interniert. Er durfte am Unterricht des Basler Mission teilnehmen. In Konstanz nach Deutschland ausgetauscht, kam er in eine Schleswiger Genesungskompanie. Er wurde am 1. September 1918 nach Hannover beurlaubt und am 16. März 1919 aus der Preußischen Armee entlassen.

### Schneverdingen
Zum 1. September 1919 kam er als Gemeindediakon und Organist nach Schneverdingen. Zum Kirchspiel gehörten zehn Dörfer. Die Gemeinden lagen im Erweckungsgebiet von Louis Harms. Kurz nach Amtsantritt heiratete er im Stephansstift seine „alte“ Freundin Wilhelmine Stadius. Dort wurde er am 2. November 1919 als Diakon eingesegnet. 1920 wurde in Schneverdingen der Sohn Karl geboren.

### Mecklenburg
Vom Landesverband der evang. Jungmännervereine und Posaunenchöre beider Mecklenburg berufen, trat er das Amt des Landesposaunenwarts am 1. November 1925 in Wismar an. Dort kam im März 1926 das zweite Sohn Gustav-Hermann zur Welt. Im April 1926 zog die Familie nach Dettmannsdorf. In Güstrow machte Schwedhelm den Führerschein für Motorrad (1926) und PKW (1928). Der Pastor der Dorfkirche Belitz schrieb ihm am 25. Februar 1926 ins Wirtebuch:

„Wenn vor Posaunen einst die Mauern von Jericho fielen, sollten dann nicht auch heute noch vor ihnen andere Mauern stürzen, nämlich die Mauern der Glaubenslosigkeit, Gleichgültigkeit und Unkirchlichkeit in unserm mecklenburgischen Lande? Dazu bedarf es aber auch des Feldgeschreis „Spielet dem Herrn“, dann wird durch unsere Chöre mit das Neue kommen, eine Erweckung zum Leben. Gott segne dazu Ihre Arbeit!“

Im Mai 1927 kam Elisabeth als drittes Kind zur Welt. Am 1. März 1929 zog er nach Güstrow. Das Innenministerium des Freistaats Mecklenburg-Schwerin erteilte ihm am 5. April 1932 die staatliche Anerkennung als Wohlfahrtspfleger. In der Zeit des Nationalsozialismus stand Schwedhelm zur Bekennenden Kirche Mecklenburgs. Am 1. November 1935 sollte er in Abänderung seines Anstellungsvertrages eine Verpflichtung zu unbedingten Gehorsam gegenüber der Reichskirchenregierung und der nationalsozialistisch ausgerichteten mecklenburgischen Kirchenleitung unterschreiben. Seine Ablehnung hatte zur Folge, dass der Oberkirchenrat beim Mecklenburgischen Posaunenverband seine Kündigung als Landesposaunenwart durchzusetzen versuchte. Als das nicht gelang, wurde seine Gehaltszahlung, zu der sich die Landeskirche verpflichtet hatte, ab November 1935 eingestellt. Das führte zu gerichtlichen Auseinandersetzungen über mehrere Jahre. Schwedhelm arbeitete weiter. Das Gehalt wurde durch die Bekennende Kirche, den Posaunenverband und verschiedene Spender aufgebracht. Der Oberkirchenrat entzog dem Posaunenverband die Anerkennung als Träger der mecklenburgischen Posaunenarbeit. Zwei zu den Deutschen Christen zählende Posaunenwarte wurden eingestellt. Im Auftrag des Oberkirchenrats verrichteten sie „landeskirchliche“ Posaunenarbeit gegen Schwedhelm. Nach persönlichen Verleumdungen beantragte er seine Beurlaubung zum 1. Mai 1939. Der VI. Zivilsenat des Reichsgerichts sprach Schwedhelm am 8. November 1939 die Gehaltsfortzahlung zu.

### Hannover
Er zog nach Hannover und war von Mai bis August 1939 Mitarbeiter in der Geschäftsstelle der Bekenntnisgemeinschaft der Evang.-Luth. Landeskirche Hannover. Über die Dauer des ganzen Zweiten Weltkriegs – vom 1. September 1939 bis zum 31. Oktober 1945 – versah er die unbesetzte Pfarrstelle der Ev.-luth. Michaelisgemeinde in Ricklingen, zunächst als Gemeindediakon, dann als Pfarrdiakon. Als Arbeitergemeinde war Ricklingen nationalsozialistisch ausgerichtet. Kirchliche Räume gab es nicht. Schwedhelm zog im Dezember 1939 nach Hemmingen-Westerfeld und am 17. Juni 1942 nach Oberricklingen. Vom 1. November 1945 bis zum 30. Juni 1958 war er Geschäftsführer des neu geschaffenen Stadtverbands für Innere Mission Hannover. Zu bewältigen war der Strom von Flüchtlingen: Einrichtung von Unterkünften (Bahnhofsbunker, Jugendbunker), Bau von Lehrlingsheimen, Kindereholung, Betreuung von Ungarnflüchtlingen und Spätaussiedlern aus polnisch besetzten Gebieten, Verteilung von CARE-Paketen, Einsammeln von Spenden zum Erntedankfest und anderes mehr. Drei Monate nach dem Tod seiner Frau trat Schwedhelm am 30. Juni 1958 in den Ruhestand. Von 1959 bis 1969 betreute er griechische Gastarbeiter in Hannover und Niedersachsen. In der Kirche des Stephansstifts schloss er am 26. August 1959 die zweite Ehe mit Margarete Schrader geb. Arendt († 2001). Aus ihrer ersten Ehe brachte sie die Tochter Erika Schrader mit. Schwedhelm starb kurz vor seinem 90. Geburtstag.

## Ehrungen
- Wichern-Plakette der Inneren Mission
- Plakette des Lutherischen Weltbundes von der Vollversammlung in Hannover (1952)
- Uhlhorn-Plakette (1965)
- Plakette für Verdienste um die Landeshauptstadt Hannover (1968)
- Kronenkreuz in Gold (1974)
- Verdienstorden der Bundesrepublik Deutschland, Verdienstkreuz am Bande (17. Februar 1975)